# Hugo Wosch
Theodor Hugo Wosch (ur. 9 listopada 1870, zm. 12 sierpnia 1938) – polski duchowny luterański narodowości niemieckiej, superintendent diecezji płockiej Kościoła Ewangelicko-Augsburskiego w RP w latach 1932–1938.

## Życiorys
Pochodził z rodziny niemieckiej. Jego ojcem był nauczyciel i kantor Adolf Heinrich Wosch. Teologię ewangelicką studiował w Dorpacie, a ordynację otrzymał 24 marca 1895. Po odbyciu wikariatu, w latach 1897–1898 był pastorem w Gostyninie, a następnie w latach 1898–1918 był pastorem w Żyrardowie, gdzie zbudował salę konferencyjną, mieszkanie dla kantora (organisty) i zakrystiana
. W czasie I wojny światowej tymczasowo pełnił funkcję pierwszego pastora w Warszawie w związku z nieobecnością bp Juliusza Bursche. W latach 1918–1938 był pastorem we Włocławku jednocześnie, w latach 1932–1938 pełniąc funkcję superintendenta diecezji płockiej. 
Pochowany w części ewangelicko-augsburskiej Starego Cmentarza w Łodzi (sektor 20_P1, rząd 1, nr grobu 5). 